# Sus Zwick

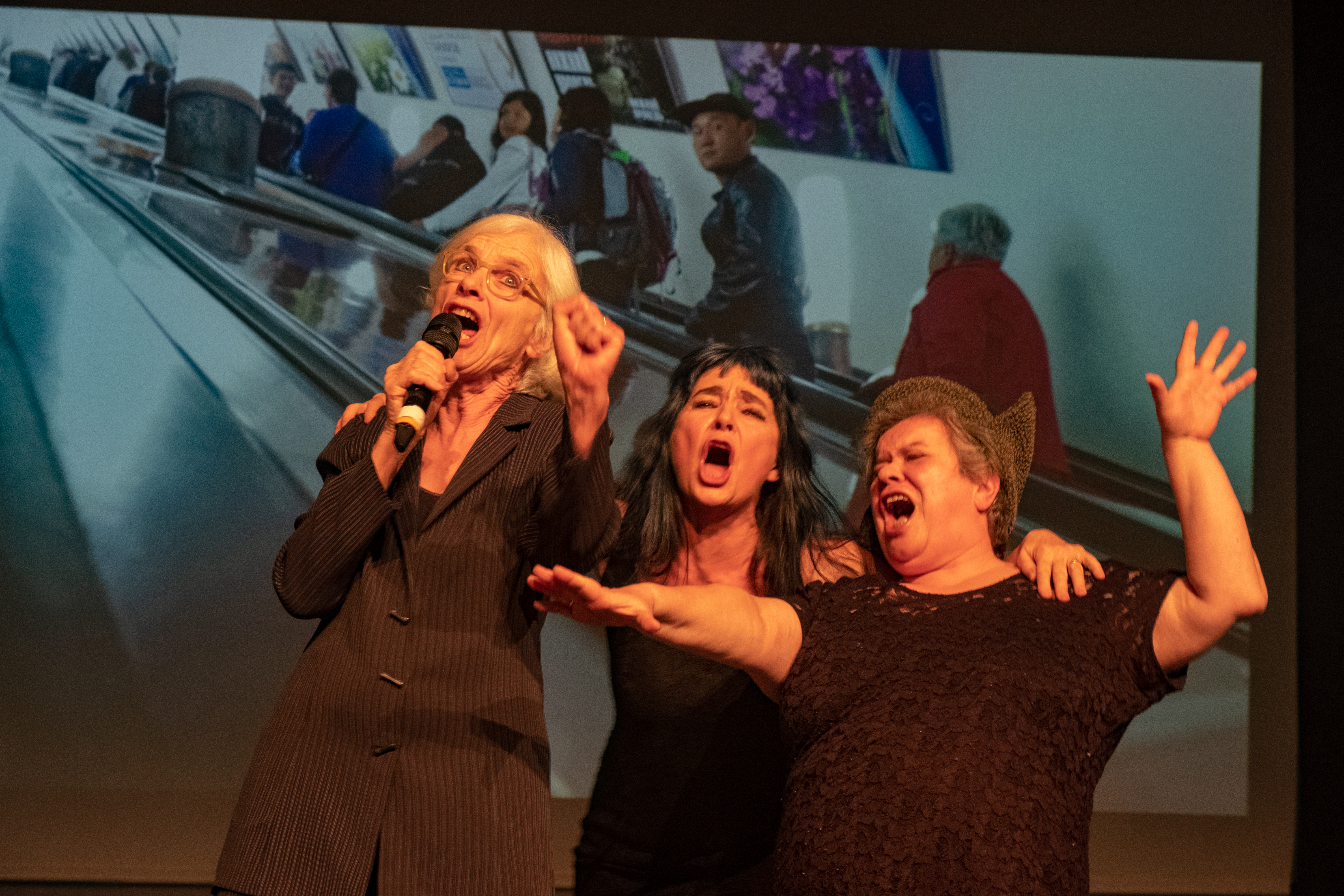
Sus Zwick mit Michele Fuchs und Muda Mathis (vlnr) während der Show «Let's sing Arbeiterin*» von Les Reines Prochaines und Freundinnen*

Sus Zwick (* 21. August 1950 in Fribourg) ist eine Schweizer Künstlerin in den Bereichen Video, Installation, Performance und Musik und lebt und arbeitet in Basel. 2009 wurde sie und ihre Arbeit mit dem Meret Oppenheim Preis ausgezeichnet.

## Leben und Werk
Sus Zwick erhielt eine Ausbildung als Primarlehrerin, Logopädin und Heilpädagogin an der Universität Fribourg. 1986 bis 88 studierte sie in der Klasse für Audiovisuelle Gestaltung, an der Schule für Gestaltung Basel. Sie arbeitet als freischaffende Künstlerin in den Bereichen Video, Installation, Performance und Musik und nimmt regelmässig an nationalen und internationalen Festivals und in der Kunst mit Videos, TV-Ausstrahlungen, Videoinstallation, Installationen, Performances und Konzerten im In- und Ausland teil. Sus Zwick ist Mitbegründerin der Ateliergemeinschaft VIA, AudioVideoKunst, Basel, Mitautorin des Manifest grosser und angesehener Künstlerinnen und der Künstlerinnengruppe Tischgespräche. Seit den frühen 1980er-Jahren hatte sie wechselnde, oft langjährige Zusammenarbeit mit verschiedenen Kunstschaffenden und Kollektiven, kontinuierlich mit Fränzi Madörin und seit 1990 mit ihrer Lebens- und Arbeitspartnerin Muda Mathis. Seit 1991 ist sie Mitglied der Musikband und Performance-Gruppe Les Reines Prochaines. Mit verschiedenen Künstlerinnen entwickelt sie Video, Performance- und Bühnenprogramme wie zum Beispiel für die Grenzgemeinde Gottlieben Die Gottlieber Revue, die Bühnenproduktion Let's sing Arbeiterin* und Alte Tiere Hochgestapelt, letzteres eine Produktion des Theaters Basel.
2021 wurden die Performances Embracing a Spanish Village  aus 2011 und Protuberanzen II von 2004 vom Kunstkredit Basel Stadt angekauft. Die Performances von Muda Mathis & Sus Zwick befinden sich in Form von Notationen, Skripten und audiovisuellen Dokumentationen in der Sammlung, die künftigen Wiederaufführungen als Anleitung zur Verfügung stehen. 2022 wurde die erste Wiederaufführung mit Lea Rüegg, Raffia Li, Wilfred Speller im Museum Tinguely realisiert und 2024 gab es eine weitere Performance dieses Werkes von Birgit Kempker und Bärbel Schwarz in der Turbine Giswil.

## Ausstellungen (Auswahl)
- 2025 wenden und wandeln, Galerie Nicolas Krupp, Basel[11]
- 2024 Die Erfindung der Welt und alles andere, Videoinstallation, Foto-Installation, Mathis/ Zwick, TANK, Basel[12]
- 2023 Vage Elemente Werkstatt, Installation Single Channel Video, Leuchtkasten Paare, Mathis/ Zwick, Kobo Art Space Zürich[13]
- 2022 Fun Feminism, Kunstmuseum Basel[14]
- 2022 Eine Frau ist eine Frau ist eine Frau... Eine Geschichte der Künstlerinnen, Aargauer Kunsthaus, Aarau[15]
- 2022 Ohren auf, Augen zu, Film ab, S11, Künstlerhaus Solothurn[16]
- 2022 Elf akustische Portraits, Villa Renata, Basel[17]
- 2020 Danse furieuse Part I – III, Videoinstallation mit 3 Projektionen, Kaskadenkondensator Basel
- 2019 Positionen zeitgenössischer Künstlerinnen mit Anna -Tia Buss, Alina Kopytsa, Muda Mathis und Sus Zwick, Maura Wittmer, Shannon Zwicker, o.T. Raum für aktuelle Kunst, Luzern[18]
- 2018/2019 L'Universe Germaine[19], Muda Mathis Sus Zwick und Hipp Mathis mit Germaine Winterberg, Kunsthaus Baselland, Basel
- 2017 My House – your Arms – our own Sleep, mit Muda Mathis, Galerie Nicolas Krupp Basel
- 2014 Olga und Olga und die koreanische Grossmutter, 2 Kanal Videoinstallation, mit Muda Mathis, Kunstraum Kreuzlingen
- 2011 Danse furieuse Part II, Acht-Kanal Videoinstallation, Kaskadenkondensator Basel
- 2010 Das unsichtbare Licht, 11-Kanal Audioinstallation, mit Fränzi Madörin und Muda Mathis, Kunsthalle Arbon
- 2008 Blume wie ein Haus gedacht, Videoinstallation, mit Muda Mathis, Blumensaft, Kunst Raum Riehen
- 2003 Monts et Merveilles, Sechs-Kanal Videoinstallation, mit Fränzi Madörin und Muda Mathis, Kunstmuseum Olten, Plug.In, Regionale 2004, Basel
- 2002 Bad, Videoprojektion, mit Muda Mathis, Kunsthof, Zürich
- 2001 Das Paradies, (Park eins und zwei) Videoinstallationen, mit Muda Mathis Kunsthalle Winterthur, Loeffler Museum, Kosice, Slowakei, Kartause Ittingen
- 2002 Paar, Videostills, mit Muda Mathis, Kunstkasten Winterthur, Nette Homos, Kaskadenkondensator Basel, Female Geographies, Austrien Cultural Forum London
- 1998 Die Erfindung der Welt, Sechs-Kanal Videoinstallation, mit Muda Mathis, Staatliche Kunsthalle Baden-Baden, Palazzo Liestal, Kunstverein Konstanz
- 1999 La danse furieuse, Acht-Kanal Videoinstallation, Kaskadenkondensator Basel, Regionale Kunsthaus Baselland
- 1997 Le Ballett Patient, 12-Kanal Videoinstallation, mit Muda Mathis, Reitschule Bern
- 1997 Gönn dir ein Schnippchen, Sieben-Kanal Videoinstallation, mit Muda Mathis, Cargo Bar Basel, Viper
- 1996 Babette, Drei-Kanal Videoinstallation, mit Muda Mathis und Fränzi Madörin, CAN Centre d’Art Neuchâtel, o.T. Raum für aktuelle Kunst – Luzern, Amtshimmel Baden
- 1995 Sofies Himmel, Fünf-Kanal Videoinstallation, mit Muda Mathis und Fränzi Madörin, Kunstmuseum Thurgau, Kartause Ittingen, CAN Centre d'art Neuchâtel
- 1992 Sofie zieht Kreise, Videoinstallation, mit Muda Mathis, Filiale, Basel. Galerie Prosart und o.T. Raum für aktuelle Kunst, Theater am Neumarkt Zürich, Steirischer Herbst Graz, Museum für Gestaltung Zürich

## Performance
- 2024 performative Release des neuen Albums Scissor*hood[20]
- 2023 Performance, Sus Zwick & Muda Mathis, Artium Museoa, Bilbao[21]
- 2022 Performance, Sus Zwick & Muda Mathis, anlässlich der Ausstellung: Anna Daučíková. Not Belonging to and in Solidarity with, Artium Museoa, Bilbao[22]
- 2022 Humbug Club, Basel, Freundschaftsabend, mit Les Reines Prochaines, Evi, Nic & C und Gästen[23]
- 2021 Wenn ich an Polen denke…, Mathis/ Zwick, 10th Land Art Festival/ Off Land Festival, Kazimirsk Polen
- 2020 Alte Tiere hochgestapelt,[24][25][26] Les Reines Prochaines and friends, Lucas Acton, Sibylle Aeberli, Michèle Fuchs, Sibylle Hauert, Chris Hunter, David Kerman, Chris Regn, Marcel Schwald, Dorothea Schürch, Oper[27], Theater Basel[28]
- 2020 Maria Himmelfahrt, Muda Mathis, Sus Zwick, Must or Not - Kaskadenkondensator Basel
- 2019 Positionen zeitgenössischer Künstlerinnen mit Anna -Tia Buss, Alina Kopytsa, Muda Mathis und Sus Zwick, Maura Wittmer, Shannon Zwicker
- 2019 Humbug Club, Basel, Freundschaftsabend auf querer Bühne, mit Les Reines Prochaines, Evi, Nic & C und vielen aufregenden Gästen[29]
- 2019 Let's sing Arbeiterin*, Les Reines Prochaines, Lucas Acton, Sibylle Aeberli, Michèle Fuchs, Sibylle Hauert, Chris Hunter, David Kerman, Chris Regn, Marcel Schwald, Dorothea Schürch, Kaserne Basel, Theaterhaus Gessnerallee Zürich, Tojo Theater Bern
- 2017 A dark horse, Muda Mathis, Sus Zwick, Kunsthaus KuLe Berlin
- 2017 Fur of Fear, Sybille Hauert, Muda Mathis, Sus Zwick, Performance-Festival in Xi’an, Maibai und Nanchang und im Boxclub Basel
- 2015 Russia is a man, Anca Daucikova, Muda Mathis, Sus Zwick, Iris Ganz, Fränzi Madörin, Performance-Lesung, Ausstellungsraum Klingental
- 2015 Ni Hao, Kunst der Begegnung, Kasko Basel, Mathis/Zwick
- 2014 Gottlieber Revue, mit Evi Nic & C. Chris Regn, Evi Wiemer, Karin Kröll, Katharina Friese, Muda Mathis, Sus Zwick, Michèle Fuchs, Fränzi Madörin, Sibylle Hauert, David Kerman, Dorothea Schürch, Bärbel Schwarz, Bena Zemp, Martin Chramosta, Franziska Welti, Christoph Oertli, Andrea Saemann
- 2013 Tuch über Stadt, Chur durchwühlen, Chur, Mathis/Zwick
- 2011 Embracing a Spanish Village, Festival Acciòn Mad, Museo Nacional Centro de Arte Reina Sofía Madrid, Mathis/Zwick
- 2010 The song of noise liquide and swing, Handlung und Spur, Oxyd, Winterthur, Mathis/Zwick
- 2009 Zeit für eine zweite Biographie, Symposium Raum und Begehren, ZHdK Zürich, Mathis/Zwick
- 2009 Die schwitzende Löwin, Wildwuchsfestival Kaserne Basel, ein Art(en)tertainment Abend mit Les Reines Prochaines und Gästen
- 2009 Meine Logopädin heisst Sus Zwick, Telling Tales: Lange Nacht der Schweizer Performancekunst, Kartause Ittingen, Gessnerallee Zürich, Mathis/Zwick
- 2007 The Great Songbook Of Inspired Clouds, Les Reines Prochaines u. a., Kaserne Basel
- 2005 Erleuchtete Ritzen, Sus Zwick, Fränzi Madörin, Sicht auf das Original, Kunstkredit, Basel
- 2004 Protuberanzen 2, Mathis/Zwick, Festival Bone 7, Bern
- 2004 Protuberanzen zum längsten Tag, Mathis/Zwick, Kunsthof, Zürich
- 2003 In der Kurve der Ranke, Mathis/Zwick, Generation Gap, Andrea Saemann, Festival Hildesheim
- 2002 Schnittstellen, Muda Mathis/Andrea Saemann/Sus Zwick, Plug in, Basel

## Videos
- 2016 Schlafen, 3 Kanal Arbeit mit Muda Mathis
- 2015 Olga und Olga und die koreanische Grossmutter, HD Ton, 25’, Muda Mathis und Sus Zwick
- 2013 The golden Landscape of Feminism – making of, mit Fränzi Madörin und Muda Mathis
- 2006 Kiev Connection, Video DV 45', mit Fränzi Madörin und Muda Mathis mit Les Reines Prochaines
- 2005 Carte Postale Sonore, Video DV, 7', Muda Mathis und Sus Zwick
- 2004 Vermeintlichkeit und Zufall, Video DV, 7', Muda Mathis und Sus Zwick
- 2004 Das ideale Atelier, Video DV, 16' mit Muda Mathis und Sus Zwick
- 2002 Les Reines Prochaines im Thurgau, 5 Clips, DV, 10‘, Les Reines Prochaines
- 2002 Making off – wie eine Installation entsteht, DV, 4’, Muda Mathis und Sus Zwick
- 1998 Die Erfindung der Welt, mit Fränzi Madörin und Muda Mathis
- 1996 Babette, Video U-Matic, 15', engl./dt. U.-Titel Fränzi Madörin, Muda Mathis, Sus Zwick mit Babette Zaugg
- 1987: Der Rest ist Risiko, Video U_Matic low, 25'

## Diskografie
- 1993 Lob Ehre Ruhm (LP/CD)
- 1995 Le coeur en beurre double gras (CD)
- 1999 Alberta (CD)
- 2003 Protest und Vasen (CD)
- 2005 Starke Kränze (CD)
- 2013 Blut (CD)
- 2017 Schlafen ist individuelle Anarchie. (limited vinyl single LRP009)
- 2020 Zu unserer Verfassung (CD)
- 2021 Let's sing Arbeiterin*! (CD)
- 2024 Scissor*hood, Album unrecord[30]

## Kollektive Projekte, Kunst am Bau und im öffentlichen Raum (Auswahl)
- 2023 Video Total 35 Jahre VIA VideoAudioKunst Ausstellung und Radiosendung, Amerbachstudios und RadioX[31]
- 2022/23 Das Projekt Erstes Manifest grosser und angesehener Künstlerinnen war im Rahmen der Ausstellung Fun Feminism täglich vom 16ten Dezember 2022 bis 19ten März 2023 zwischen 18 und 20 Uhr auf dem Lichtfries des Neubaus des Kunstmuseum Basel zu sehen.[32]
- 2022 BANG BANG translokale Performance Geschichte:n, Ausstellungsprojekt von Revolving Histories organisiert und kuratiert von der Performance Chronik Basel, Andrea Saemann, Chris Regn, Muda Mathis, Lena Eriksson und PANCH, Museum Tinguely, Basel[33]
- 2014 Der Elefant ist da, Zehn imaginäre Skulpturen für den Helvetiaplatz Bern, ein Hörspaziergang von Muda Mathis, Sus Zwick und Fränzi Madörin
- 2010 Die Tankstelle, Fotografie, plastische Objekte, UPK Basel, Ökonomiegebäude, Personalrestaurant, Mathis/Zwick
- 2009 Das prekäre des Vertikalen, Fotografie, Foyer Stadttheater Winterthur Saison 2009/10, Mathis/Zwick
- 2008 The road to nieu Bethesda, ein Kooperationsprojekt organisiert von Monika Dillier und Andrea Saemann mit südafrikanischen und Schweizer Künstlerinnen.
- 2007 Purity and Danger, Aktion, Münsterplatz, Museum der Kulturen, Basel, mit Künstlerinnengruppe Tischgespräche
- 2007 Bonanza II, Video, Letzigrund Stadion, Amt für Hochbauten, DV, 3’, Mathis/Zwick
- 2003 Audiotunnel, Audioinstallationen, Madörin/Mathis/Zwick, Museum für Kommunikation, Bern
- 2001 Nie gesehene Perlen, Fernsehsendung, Madörin/Mathis/Zwick, u. a. Wanderlust, Point de Vue und Viper, Basel DV, 57‘
- 2001 Glückliches Radio: Radio Felix, Hörstück in Folgen, Madörin/Mathis/Zwick/Hipp Mathis u. a., Platter Spital, Basel, Kunstkredit, Basel

## Preise
- 2022 Basler Kulturpreis, Les Reines Prochaines and Friends*, mit Fränzi Madörin, Muda Mathis und Sus Zwick, Chris Regn, Marcel Schwald, Sibylle Aeberli, Sibylle Hauert, David Kerman, Lukas Acton, Dorothea Schürch, Chris Hunter und Michèle Fuchs[34]
- 2019 Performancepreis Schweiz / Publikumspreis[35]: Manifesto Reflex Collective, mit Monika Dillier, Iris Ganz, Sibylle Hauert, Lysann König, Fränzi Madörin, Muda Mathis, Dorothea Mildenberger, Sarah Elena Müller, Barbara Naegelin, Chris Regn, Andrea Saemann, Dorothea Schürch, Sus Zwick[36]
- 2019 Schweizer Musikpreis[37], Les Reines Prochaines, Michèle Fuchs/ Fränzi Madörin/ Muda Mathis/ Sus Zwick
- 2012 Atelier Stipendium Berlin der Landis & Gyr Stiftung
- 2009 Prix Meret Oppenheim
- 2003 Atelier Stipendium in Montréal, Kanada, der IAAB
- 1996 Viperpreis 96 für Video Babette
- Video Preis der Videotage Basel, Sus Zwick für Der Rest ist Risiko, Video